# Bålsta
Bålsta är en tätort och centralort i Håbo kommun, Uppsala län. Bålsta ligger utmed motorvägen E18 och Mälarbanan, nära Mälaren cirka 50 kilometer söder om Uppsala och 50 kilometer nordväst om Stockholm. Länsväg C 545 (Gamla E18) genomkorsar orten. Den södra, och folkrikaste delen av Bålsta ligger inom Kalmar distrikt (Kalmar socken) och resten i Yttergrans distrikt (Yttergrans socken).

## Historia
Bålsta var ursprungligen en by i Yttergrans socken. Byn omnämns första gången 1316 (in Bardestum). Förleden är sannolikt det fornsvenska mansnamnet Bardhe, efterleden är -sta(d). Ändelsen -um beror på att namnet har en ålderdomlig kasusböjning och står i dativ.
Under 1800-talet blev Bålsta något av en centralort, med bland annat gästgivargård och mellan 1858 och 1903 tingsställe för Håbo härad. År 1876 öppnade Stockholm–Västerås–Bergslagens Järnväg sin sträckning genom Bålsta, som då blev ett stationssamhälle. Utvecklingen gick de därpå följande årtiondena ganska långsamt. På 1920-talet växte butiker och andra verksamheter upp i stationens närhet. Under 1931 hade Bålsta ännu bara 346 invånare. Orten började nu utvecklas till ett villasamhälle och på 1950-talet tillkom de första större flerfamiljshusen. År 1960 hade invånarantalet stigit till 1 406. Från mitten av 1960-talet fram till 1980-talet växte tätorten kraftigt. Industrin byggdes ut, men framför allt var det möjligheten till pendling till Stockholmsområdet som utgjorde basen för expansionen.

### Befolkningsutveckling
| Befolkningsutvecklingen i Bålsta 1950–2020                                                             | Befolkningsutvecklingen i Bålsta 1950–2020 | Befolkningsutvecklingen i Bålsta 1950–2020 | Befolkningsutvecklingen i Bålsta 1950–2020 | Befolkningsutvecklingen i Bålsta 1950–2020 |
| --- | ------------------------------------------ | ------------------------------------------ | ------------------------------------------ | ------------------------------------------ |
| |                                            |                                            |                                            |                                            |
| År |                                            |                                            | Folkmängd                                  | Areal (ha)                                 |
| 1950                                                                                                   | 1950                                       |                                            | 951                                        |                                            |
| 1960                                                                                                   | 1960                                       |                                            | 1 406                                      |                                            |
| 1965                                                                                                   | 1965                                       |                                            | 2 519                                      |                                            |
| 1970                                                                                                   | 1970                                       |                                            | 4 972                                      |                                            |
| 1975                                                                                                   | 1975                                       |                                            | 8 243                                      |                                            |
| 1980                                                                                                   | 1980                                       |                                            | 11 468                                     |                                            |
| 1990                                                                                                   | 1990                                       |                                            | 12 885                                     | 1 032                                      |
| 1995                                                                                                   | 1995                                       |                                            | 12 832                                     | 1 014                                      |
| 2000                                                                                                   | 2000                                       |                                            | 12 891                                     | 1 017                                      |
| 2005                                                                                                   | 2005                                       |                                            | 13 430                                     | 1 061                                      |
| 2010                                                                                                   | 2010                                       |                                            | 14 147                                     | 1 073                                      |
| 2015                                                                                                   | 2015                                       |                                            | 13 138                                     | 1 022                                      |
| 2020                                                                                                   | 2020                                       |                                            | 15 436                                     | 1 165                                      |
| Anm.: Råby bröts ur Bålsta 1995, 2015 utbröts Skärplinge och Skörby, där denna senare återuppgick 2018 |                                            |                                            |                                            |                                            |

## Samhället

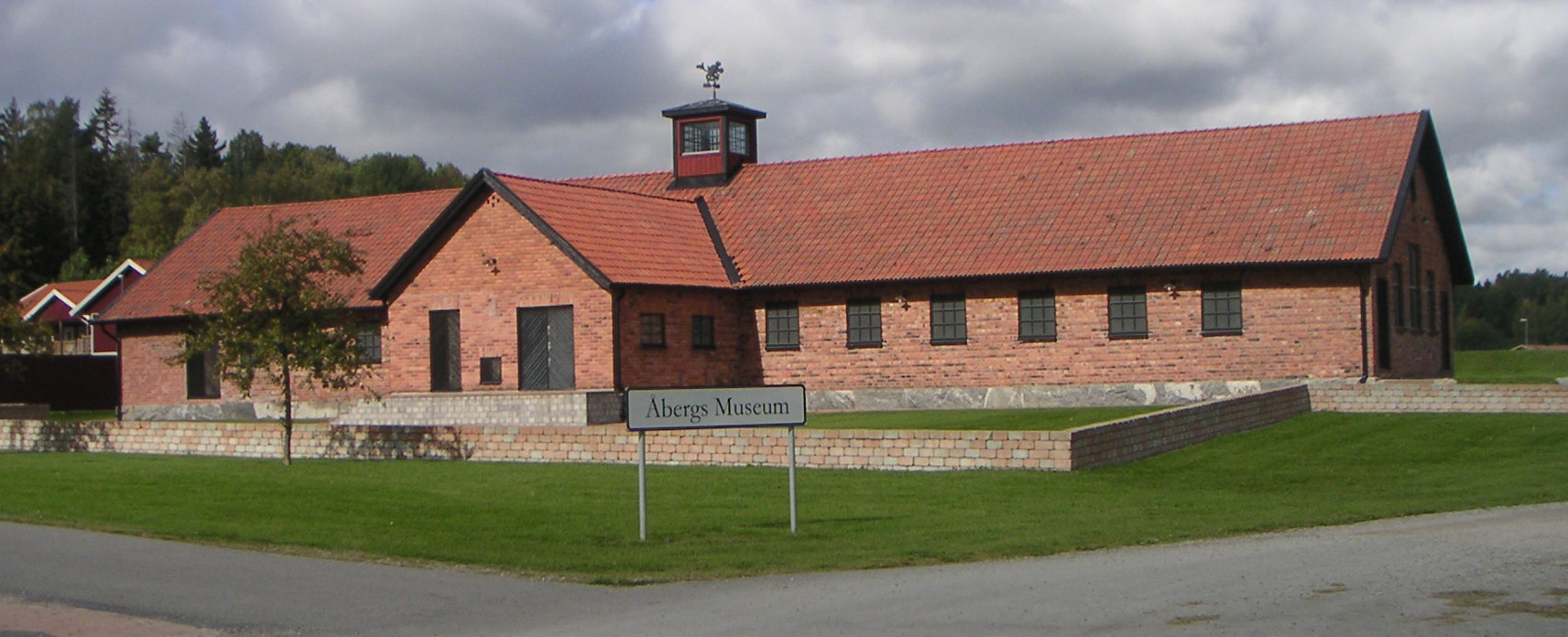
Åbergs museum

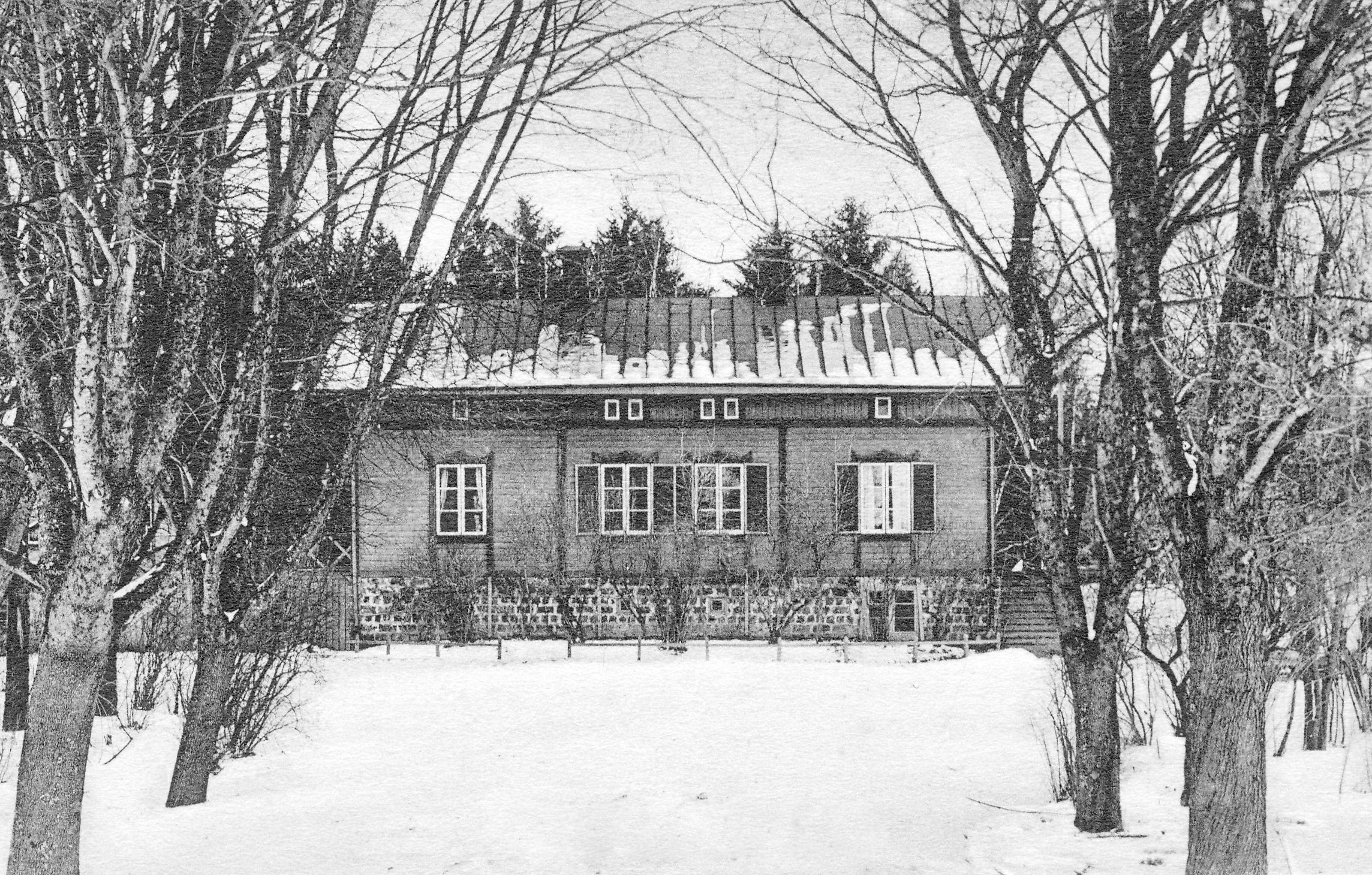
Gamla järnvägsstationen i Bålsta

I Bålsta finns ett köpcentrum, Bålsta Centrum, med drygt 30 butiker. Bland dessa butiker fanns tidigare en ICA Kvantum-butik, som i mars 2020 upphörde i samband med öppnandet av en nyare ICA Maxi-butik, belägen cirka två kilometer från Bålsta Centrum. Trots relativt få invånare finns simhall, tennishall, ishall, biograf, bowlinghall och friidrottsarena. Friidrottsarenan har nyligen förbättrats och simhallen har en ny rehabiliteringsbassäng, byggd 2006. 
År 2002 invigde Lasse Åberg ett museum i Bålsta, Åbergs museum. Det ligger inhyst i en gammal ladugård i närheten av Väppeby gård. 
Håbo bibliotek i Bålsta var 2006 en av tre nominerade till Årets bibliotek.
För framtiden planerar kommunen för en mer urban miljö i centrum. Under devisen "Bålsta centrum – från tätort till stad"  fastställdes den 26 november 2012 ett detaljplaneprogram  med upp till 5 000 nya invånare i centrala Bålsta.

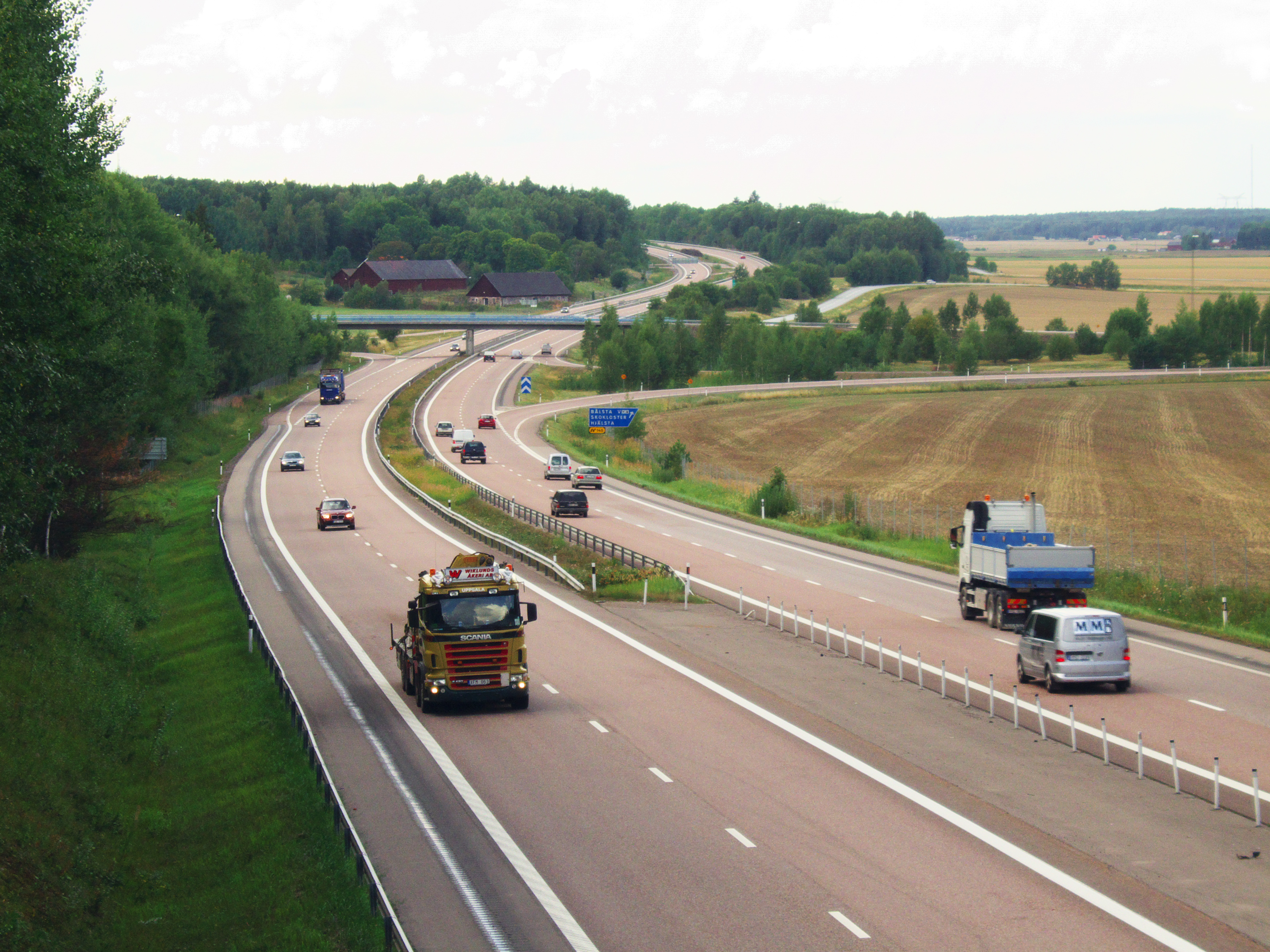
E18 utanför Bålsta

## Kommunikationer
Bålsta ligger vid E18.
År 1996 invigdes den nya järnvägsstationen i Bålsta, i närheten av Bålsta centrum. Det innebar också att Bålsta återfick persontrafik på järnväg, något man saknat sedan 1972, då trafiken lades ned vid den gamla stationen, som var belägen i den äldre delen av Bålsta, omkring 1 500 meter längre västerut.
Bålsta är sedan 2001 den norra ändstationen för pendeltågslinjen från Västerhaninge och Nynäshamn. Det är cirka 2 800 påstigande och ungefär lika många avstigande på vardagar på pendeltågen på denna station.
På stationen stannar även SJ:s regionaltåg på sträckan Göteborg–Hallsberg–Västerås–Stockholm.

## Stridsledningscentralen Grizzly
Strax utanför tätortsgränsen till Bålsta ligger en av Försvarsmaktens två operativa stridslednings- och luftbevakningscentraler, Stridsledningscentralen Grizzly. Anläggningen är ett detachement och organiseras under Luftstridsskolan (LSS). Centralen började uppföras 1961 och blev år 1964 operativ under namnet LFC Puman, och sedan år 2010 under namnet StriC Grizzly. Sedan 2009 ansvarar Stridslednings- och luftbevakningsbataljonen vid Luftstridsskolan (LSS) för stridsledning och luftbevakning,

## Personer från Bålsta
- Martin Björk, TV-programledare
- Daniel Jarl, fotbollsspelare
- Marcus Nilson, professionell ishockeyspelare
- Lasse Åberg, skådespelare
- Kim Amb, professionell spjutkastare
- Joel Karlsson, musiker
- Michael Rubbestad, riksdagsledamot